# Boa meteorologica

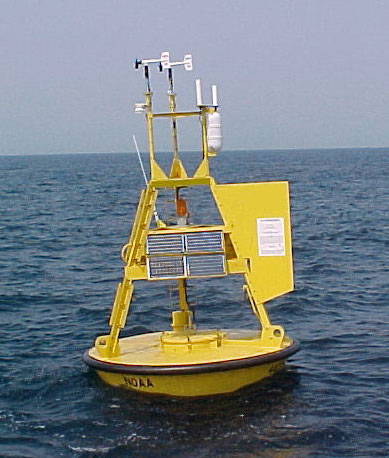
Una boa meteorologica

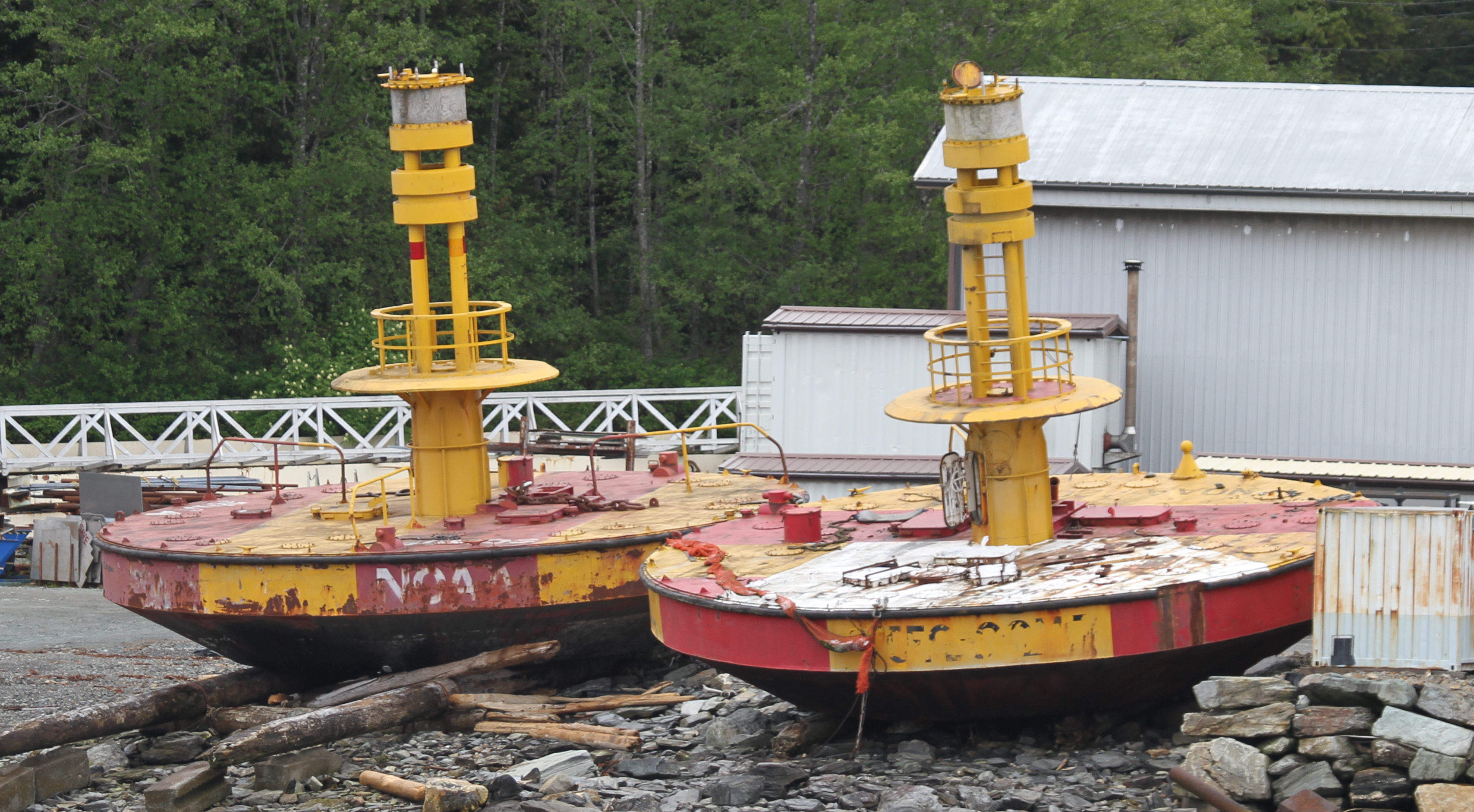
Due boe meteorologiche

Una boa meteorologica è un tipo di boa che viene utilizzata per registrare parametri meteorologici e oceanografici, collegandola a un satellite.
Esistono due tipi di boe meteorologiche, quelle alla deriva e quelle ancorate al fondale marino.
Le boe meteorologiche misurano principalmente: la pressione atmosferica, la forza, la direzione e la velocità del vento, l'umidità e la temperatura dell'aria, la temperatura dell'acqua e il livello del mare.
Sulle boe possono essere presenti diversi sistemi di rilevazione, come Meteosat e Inmarsat.
L'utilizzo di boe marine iniziò nel 1927.